# 比利·畢曉普多倫多市機場
比利·畢曉普多倫多市機場（英語：Billy Bishop Toronto City Airport），又作多倫多島機場（Toronto Island Airport），是一座位於加拿大安大略省多倫多市多倫多群島上的小型機場，以空軍元帥及第一次世界大戰王牌飛行員比利·畢曉普命名。以乘客量計算，於2011年為加拿大第9繁忙和安大略省第3繁忙，以航班升降次數計算則於同年為加拿大第14繁忙。此機場過去先後名為喬治六世島嶼機場（Port George VI Island Airport）和多倫多市中心機場（Toronto City Centre Airport）。

## 歷史

### 早期發展

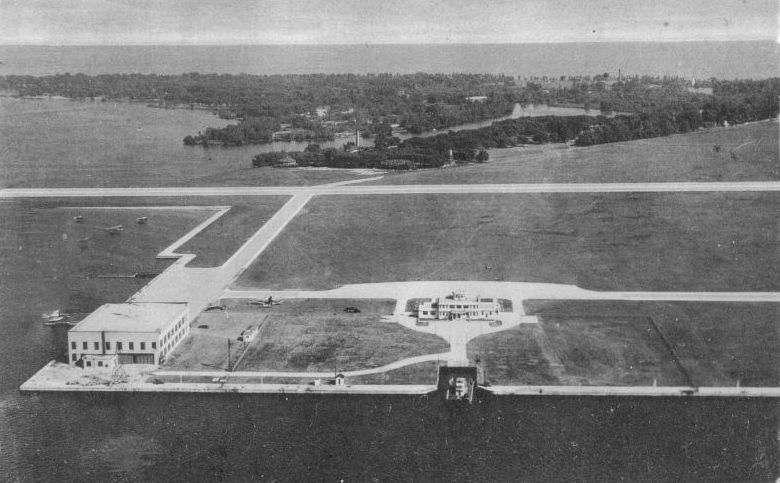
多倫多島機場及多倫多群島鳥瞰圖（攝於1944年）

多倫多港務委員會（Toronto Harbour Commission）於1929年6月首度提出在多倫多群島興建機場。另一方面，多倫多市議會於1935年獲時任總理理查德·貝德福德·貝內特領導的聯邦政府批准，動用97萬6千加元資金（2012年值1600萬元）興建隧道連接群島和市中心，以利日後在島上興建機場。時任多倫多市長麥克布萊德（Sam McBride）反對此項目，但市議會則於1935年8月8日以15票比7票通過項目。然而，貝內特政府在同年舉行的聯邦大選中倒台，總理一職由威廉·萊昂·麥肯齊·金接任，而麥肯齊·金領導下的聯邦政府推翻了貝內特政府的決定，隧道項目隨之告吹。
麥克布萊德市長於1936年去世，機場項目即失去其最大反對聲音。隨著環加拿大航空（即加拿大航空前身）準備於1937年開辦載客航班，多倫多市議會亦於1936年11月成立機場諮詢委員會，為市立機場選址。委員會列出數個可行地點，當中多倫多群島和多倫多市西北部的馬爾頓區（Malton）皆獲聯邦政府接納。當局計劃在多倫多群島興建陸地機場和水上機場，並在馬爾頓興建一座輔助機場，聯邦政府亦同意為此兩個項目提供約25%撥款。經過連續兩日辯論，多倫多市議會於1937年7月9日以14票對7票通過興建該兩座機場。
水上機場於1938年啓用，而群島上的跑道和航站樓則於1939年開幕。為慶祝國王喬治六世於1939年5月訪問多倫多，市議會於同年4月通過將機場命名為喬治六世島嶼機場（Port George VI Island Airport）。隧道項目最終沒有落實，而機場則以渡輪與市中心相連。
與此同時，多倫多港務委員會在馬爾頓興建的輔助機場亦同於1939年開幕。馬爾頓機場本計劃作飛行訓練之用，並於多倫多島機場能見度偏低的情況下作後備用途。然而，由於多倫多島機場的跑道較短，環加拿大航空決定將其多倫多航點定於馬爾頓機場。馬爾頓機場亦取代多倫多島機場成為多倫多市的主要機場，並逐步發展成現時的多倫多皮爾遜國際機場。

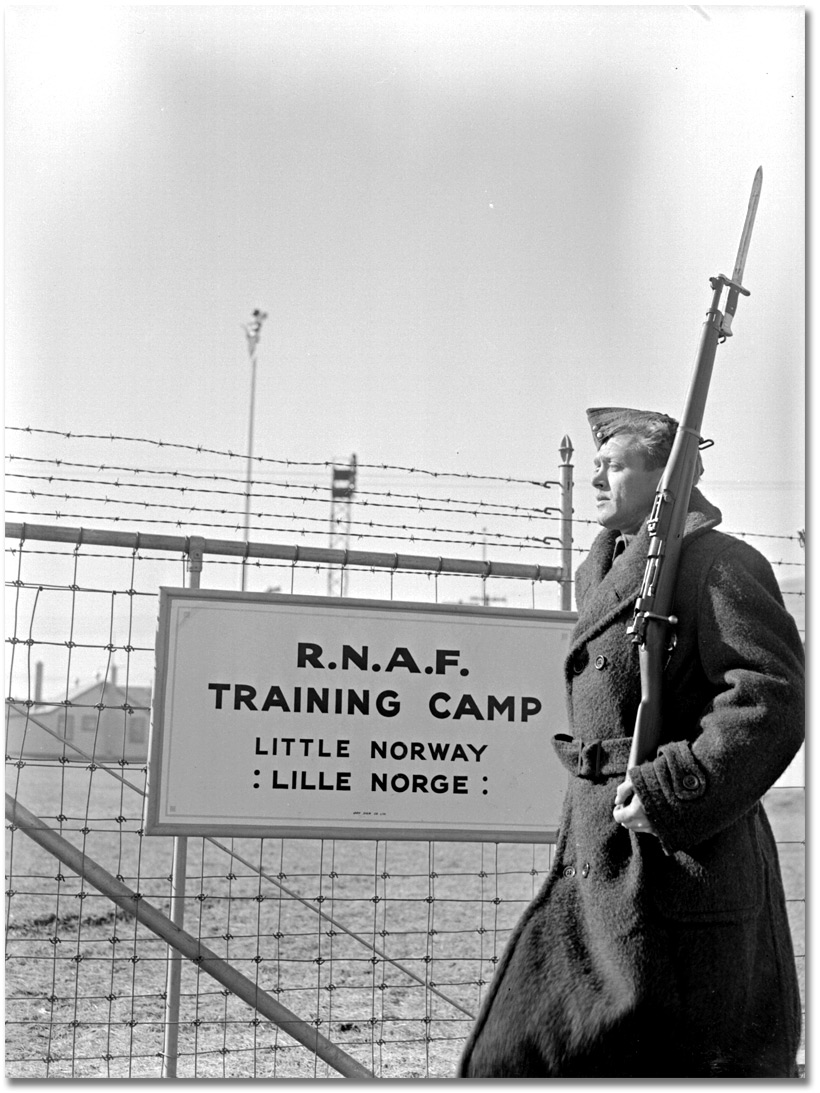
多倫多島機場用作皇家挪威空軍的訓練基地（攝於1940年）

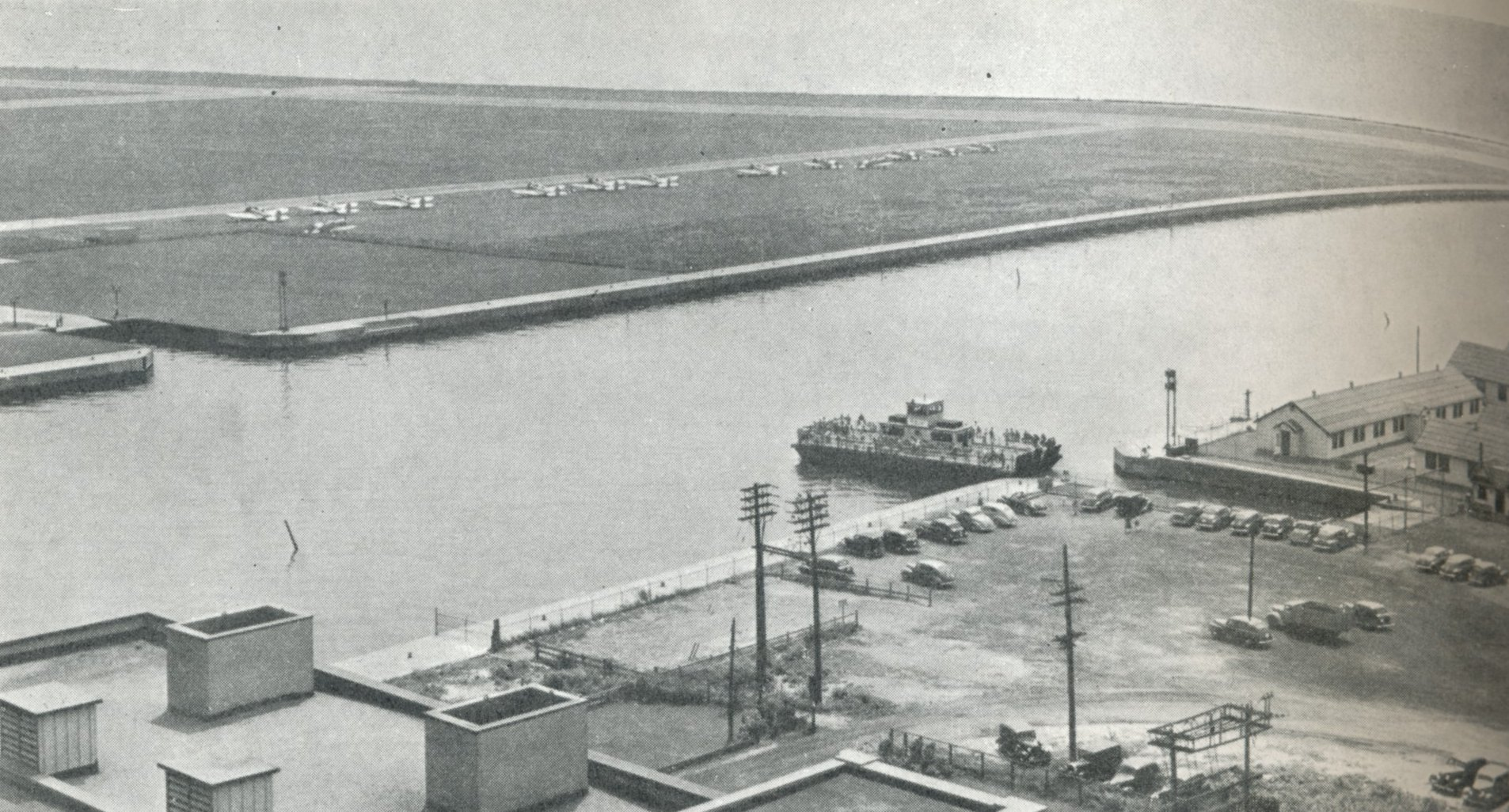
連接機場和對岸的渡輪（約攝於1940年）

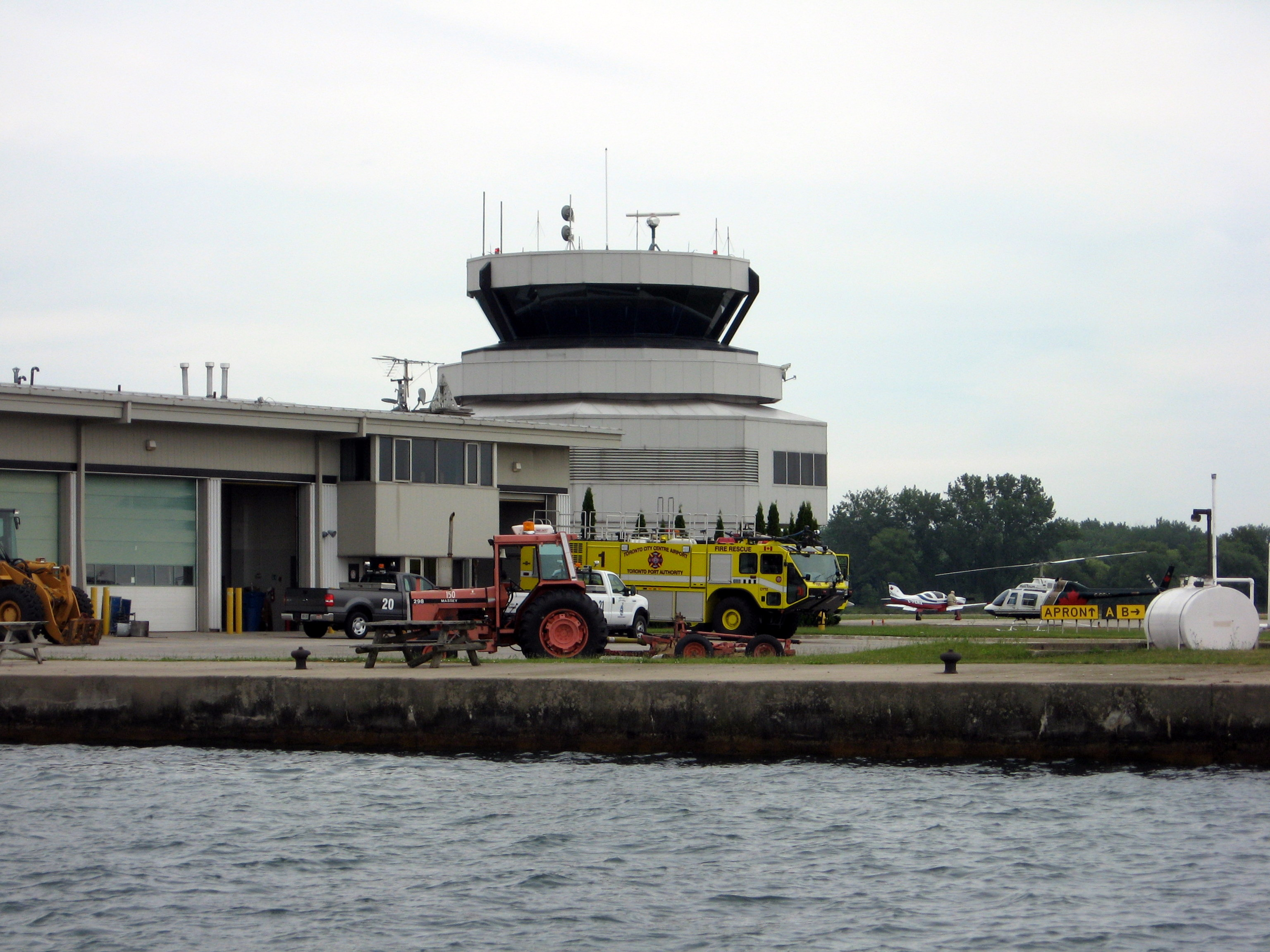
機場控制塔

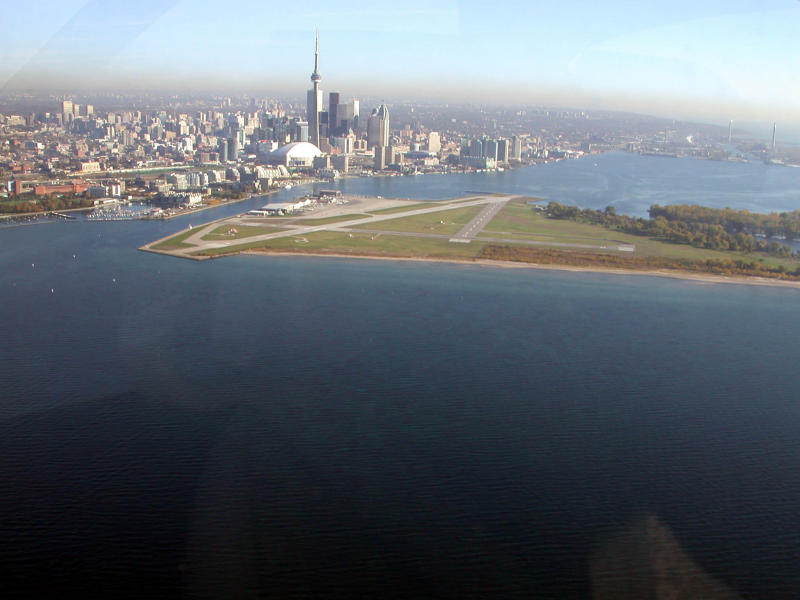
從西南方觀望機場

第二次世界大戰期間，多倫多島機場從1940年至1943年借用予挪威流亡政府作皇家挪威空軍的訓練基地；挪威空軍亦於對岸巴佛士街盡頭一帶設立軍營。此外，加拿大皇家空軍亦於二戰期間在多倫多島機場訓練機師和調度機隊。戰後多倫多島機場恢復民航用途。

### 1950-80年代
到了1952年末，多倫多島機場累積下來的營運開支連同項目借貸的利息金額合計達75萬2千元（2012年值634萬元）。為了令機場轉虧為盈，時任多倫多市長拉姆波特（Allan A. Lamport）聯同多倫多港務委員會發起擴建機場的計劃。拉姆波特提出將馬爾頓機場轉交聯邦政府，以換取後者撥款資助改善多倫多島機場。經過數年拉鋸後，雙方於1957年達成共識，跑道工程於1959年展開並於1960年完成。
多倫多島機場於1956年錄得13萬班航班升降，到1957年則增加至14萬4千班，令其成為全國第六繁忙機場。機場於1961年錄得212,735班航班升降（當中包括飛行學校的飛行訓練航班），成為全國航班升降量最多的機場。
多倫多島機場跑道的長度不足容許道格拉斯DC-8等噴射機升降，多倫多港務委員會因此於1967年就擴建機場展開研究。當局計劃在多倫多群島興建一座足以容許噴射機升降的新機場，而固有的機場則改建成一個名為“海港城”（Harbor City）的住宅區。計劃雖獲大多倫多市和安大略省政府通過，但加拿大聯邦政府卻於1970年初否決在安大略湖湖濱興建一座新的大型機場。隨著聯邦政府和安大略省政府於1972年宣佈在皮克靈市（Pickering）興建新機場，“海港城”計劃亦胎死腹中。然而，聯邦政府亦同時就將多倫多島機場改作主要服務短距起降（short takeoff and landing）航班之用展開可行性研究。（皮克靈機場項目最終於1975年取消，但當局仍保留地皮以備日後可恢復項目。）
1978年4月，聯邦政府宣佈開展短距起降航班，每天來往多倫多島機場、渥太華和蒙特婁，並注資500萬元提升多倫多島機場設施（包括連接機場和對岸的電動步道）。此外，大湖航空（Great Lakes Airlines）宣佈購入七架夏衛蘭衝7（Dash 7）客機服務上述航線，條件為聯邦政府在航線開辦首三至四年間每年提供800萬元資助。然而，多倫多市議會於同年8月以16票比6票否決上述建議。
1981年，多倫多市政府態度軟化，並同意折衷方案，容許有限度短距起降航班，但禁止噴射機使用機場。市政府、港務委員會和聯邦政府於1983年簽訂有效期為50年的三方協議，定下可以使用機場的飛機種類、禁止噴射機升降（作醫療運送用途的噴射機則例外）、並禁止興建橋樑或隧道連接機場和對岸。三方協議於1985年獲修訂以容許新款夏衛蘭衝8（Dash 8）客機使用機場。

### 1990年代至今
聯邦政府和省政府於1990年代初取消對機場提供撥款，機場自此依賴由多倫多市政府提供的撥款。為了換取市政府提供撥款，港務委員會將轄下位於多倫多港畔的大部分土地轉讓予市政府。1994年8月，市政府、港務委員會和聯邦政府同意將機場更名為多倫多市中心機場（Toronto City Centre Airport）。
港務委員會於1992年提出取消三方協議中禁止興建橋樑或隧道連接機場和對岸的條款，並建議斥資800萬元興建橋樑以改善機場對外交通和減低緊急救援部隊前往機場所需的時間。市政府最初反對港務委員會的方案，但在港務委員會揚言關閉機場後，雙方同意修改協定，允許興建橋樑連接兩岸，條件是港務委員會不能動用多倫多市政府所收取的稅項來支付工程所需的費用，而禁止噴射機升降的條款則仍然有效。多倫多於1998年進行六市合併後重開橋樑方案，時任市長賴士民（Mel Lastman）曾建議以隧道方案取代橋樑方案，但其後改變初衷，而合併後的新市議會亦通過沿用橋樑方案。
港務委員會於1999年解散，取而代之的是多倫多港務局（Toronto Port Authority）。港務局接管市中心機場後雇用外間顧問公司來審視機場運作；顧問公司於2001年12月完成報告，指出機場的運作“不能持續下去，並極有可能繼續連年虧蝕”（"not sustainable and will likely lead to continued financial losses"）。機場的年度客運量從1987年的40萬人次降至14萬人次；報告指出機場若允許小型噴射機升降的話，2020年的年度客運量可上升至90萬人次。報告又建議當局斥資1600萬元興建橋樑連接機場和對岸，和斥資200萬元擴建跑道。
2009年9月3日，港務局宣佈將機場更名為比利·畢曉普多倫多市機場，以紀念第一次世界大戰王牌飛行員比利·畢曉普。新名稱獲加拿大交通部通過後於同年11月10日生效。
港務局又於2009年提出建議，斥資3800萬元興建行人隧道連接機場和對岸巴佛士街的盡頭；當時港務局預期可從聯邦政府和省政府的刺激經濟款項籌措項目所需的大部分資金。然而，多倫多市政府向聯邦政府遞交的刺激經濟項目名單中並没包括此隧道項目。聯邦政府的刺激經濟項目資助計劃其中一項條件為項目需於2011年3月或之前大致完工；隧道項目到2009年10月還未被通過，港務局亦表示項目將無法在聯邦政府定下的限期前完成，因此項目未能獲取聯邦政府的刺激經濟款項。
2010年1月，港務局宣佈自行籌措隧道項目資金，而項目造價則上調至4500萬元。每位乘客所付的機場稅將從15元上升至20元，以支付隧道項目。項目的環境評估報告於2011年4月完成，而港務局則於同年7月與市政府達成協議，雙方交換土地以便港務局興建隧道，而隧道内將包含一條主水管以便市政府向多倫多群島供水。項目於2012年3月動工，2015年7月30日啓用。
波特航空於2006年成立，以市中心機場為基地，並派遣衝8-Q400系列客機飛行多倫多往來渥太華的航線。公司其後陸續開拓其他航線，並於2013年4月宣佈有條件購入12部龐巴迪CS100客機和簽訂另外18架意向訂單，以開拓長途航線。為了容納新型客機，波特總裁德魯斯（Robert Deluce）表示會爭取加長機場跑道，以及修訂機場的三方協議以容許噴射機升降。

## 航空公司和目的地
| 航空公司                                          | 目的地 |
| ------------------------------------------------- | --- |
| 加拿大航空Express （由Sky Regional Airlines營運） | 蒙特利尔-特鲁多 |
| 波特航空                                          | 波士頓、芝加哥-中途、蒙特利尔-特鲁多、紐華克、渥太华、匹茲堡（2015年9月21日啓航）、魁北克城、蘇聖瑪麗、聖約翰斯（紐芬蘭及拉布拉多）、薩德伯里、雷灣、蒂明斯、华盛顿-杜勒斯、溫莎 季節性航班：伯靈頓（佛蒙特州）、查爾斯頓（南卡羅萊納州）、Mont Tremblant、默特爾海灘、史提芬維爾 |

## 交通配套

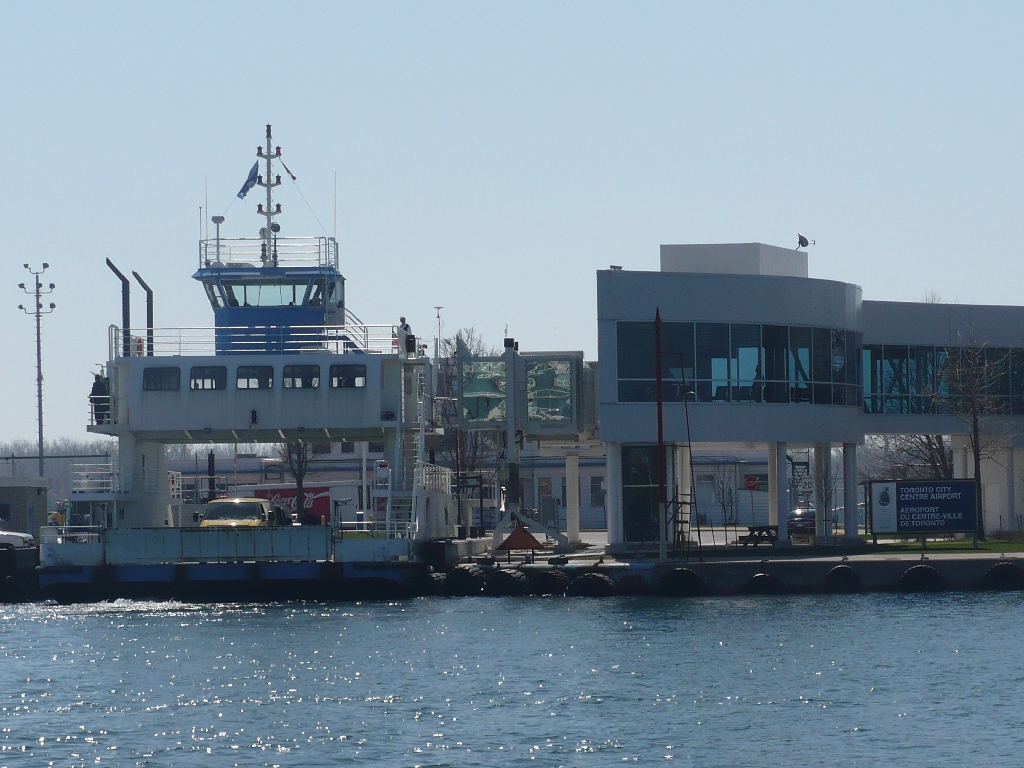
停泊在機場碼頭的渡輪

2015年前，此機場來往多倫多市區的唯一途徑為渡輪服務。此渡輪航線連接機場碼頭和巴佛士街盡頭的愛爾蘭碼頭（Eireann Quay），全長只得121（397英尺），需時90秒，為全球航線最短的定期渡輪服務之一。渡輪服務時間由早上5:15（前往機場）至凌晨00:07（離開機場），每15分鐘一班，乘客可免費乘搭，汽車來回船費則為11加元。巴佛士街渡輪碼頭旁設有的士站和小型停車場，而多倫多公車局旗下的509號和511號路面電車線皆駛經該帶，前者通往多倫多聯合車站，後者則通往巴佛士地鐵站。
多倫多港務局於2012年宣佈耗資8250萬元興建一條全長240米的行人隧道，連接機場及對岸。項目於2012年3月動工，原定於2014年春季完工，後來延遲至2015年7月30日。

### 腳註
1. ↑  .   [2011-03-17]. （原始内容存档于2013-06-27）.
2. 1 2  . Statcan.gc.ca.   [2012-08-13]. （原始内容存档于2015-10-02）.
3. 1 2  .   [2012-11-30]. （原始内容存档于2013-06-22）.
4. ↑  . Brodie Fenlon (The Globe and Mail).   [2012-11-30].
5. ↑  Gibson 1984，第177頁.
6. ↑  . Globe and Mail (Canada). 1954-08-04: 6.
7. ↑  Gibson 1984，第192頁.
8. 1 2  Gibson 1984，第193頁.
9. ↑  Gibson 1984，第195頁.
10. ↑  . Toronto Globe. 1937-05-28: 1.
11. ↑  . Toronto Star. 1937-07-10: 3.
12. ↑  . Toronto Globe. 1939-04-04: 4.
13. ↑  . Toronto Globe. 1940-06-05: 1.
14. ↑  . Globe and Mail (Canada). 1940-08-07: 4.
15. ↑  . Globe and Mail (Canada). 1944-06-14: 10.
16. ↑  . Globe and Mail (Canada). 1953-11-04: 5.
17. ↑  . Globe and Mail (Canada). 1954-11-27: 4.
18. ↑  . Globe and Mail (Canada). 1957-05-18: 5.
19. ↑  . Globe and Mail (Canada). 1959-09-09: 5.
20. ↑  . Globe and Mail (Canada). 1957-01-31: 1.
21. ↑  . Globe and Mail (Canada). 1958-11-28: 40.
22. ↑  . Globe and Mail (Canada). 1962-03-01: 25.
23. ↑  Romain, Ken. . Globe and Mail (Canada). 1967-04-25: B01.
24. ↑  Sagi, Douglas. . Globe and Mail (Canada). 1968-01-11: 5.
25. ↑  . Globe and Mail (Canada). 1970-02-05: 1.
26. ↑  Slinger, John. . Globe and Mail (Canada). 1972-03-03: 1–2.
27. ↑  . Globe and Mail (Canada). 1978-04-20: 1.
28. ↑  Conrad, Richard. . Toronto Star. 1978-04-20: A01–A02.
29. ↑  . Toronto Star. 1978-08-17: C22.
30. ↑  Tassé 2006，第12頁.
31. ↑  Tassé 2006，第35–37頁.
32. ↑  Campion-Smith, Bruce. . Toronto Star. 1994-08-07: A1,A4.
33. ↑  Moloney, Paul. . Toronto Star. 1995-10-17: A3.
34. ↑  Moloney, Paul. . Toronto Star. 1998-09-27: 1.
35. ↑  Moloney, Paul; DeMara, Paul. . Toronto Star. 1998-12-17: 1.
36. 1 2  Immen, Wallace. . The Globe and Mail. 2002-01-18: A17.
37. ↑  Ogilvie, Megan. . Toronto Star. 2009-09-03  [2009-09-04]. （原始内容存档于2010-03-09）.
38. ↑   (PDF) (新闻稿). Toronto Port Authority. 2009-11-10  [2009-11-10]. （原始内容 (PDF)存档于2010-12-01）.
39. ↑  Lu, Vanessa. . Toronto Star. 2009-08-24  [2009-08-24]. （原始内容存档于2010-03-09）.
40. ↑  Toronto Port Authority. . Canada Newswire. 2009-10-06  [2009-10-06]. （原始内容存档于2011-06-10）.
41. ↑  Toronto Port Authority.  (新闻稿). 2010-01-29  [2013-04-29]. （原始内容存档于2011-06-09）.
42. ↑   (新闻稿). City of Toronto. 2011-07-15  [2013-04-29]. （原始内容存档于2020-12-06）.
43. 1 2 3  . Marcus Gee (The Globe and Mail).   [2012-11-30].
44. 1 2  . CTV News. 2015-06-02  [2015-07-12]. （原始内容存档于2020-03-30）.
45. 1 2  Shum, David. . Global News. 2015-07-30  [2015-08-14]. （原始内容存档于2020-12-01）.
46. ↑  Canadian Press. . Maclean's. 2013-04-10  [2013-04-29]. （原始内容存档于2013-08-02）.
47. ↑  . CBC News. 2013-04-10  [2013-04-10]. （原始内容存档于2013-09-06）.
48. ↑   (新闻稿). Air Canada. 2011-03-04  [2011-03-07]. （原始内容存档于2011-07-14）.
49. 1 2  . Toronto Port Authority.   [2012-11-30]. （原始内容存档于2012-05-29）.
50. ↑  . The Canadian Press (CTV News). 2012-03-09  [2012-11-30]. （原始内容存档于2020-11-12）.

### 引用文獻
- Gibson, Sarah. . Toronto, Canada: Irwin Publishing. 1984. ISBN 0-7720-1446-9.
- Tassé, Roger.  (PDF). Transport Canada. 2006-11-02  [2009-02-06]. （原始内容存档 (PDF)于2008-04-11）.
- Dawson, Mary. . Office of the Conflict of Interest and Ethics Commissioner. 2009-06-25.
- Sypher-Mueller Consulting International.  (PDF). Toronto Port Authority. December 2001  [2012-12-06]. （原始内容 (pdf)存档于2011-07-21）.

## 外部連結
- （英文）Toronto Port Authority - The Airport－比利·畢曉普多倫多市機場網站